# NHK 드라마관
NHK 드라마관은 NHK 종합 TV이 편성했다 연속 TV 드라마이다.

## 방송 작품
- 물속의 8월
- 내일 날씨
- 여자들의 성전
- 아가씨는 명탐정
- 35세·꿈의 도중
- 안녕 5개의 카푸치노
- 환영 미세스 재출발 세미나에
- 수명 반년~생전 급여 3000만원의 꿈
- 소년들
- 봄 등
- 가장 아름다운 시절
- 요청 취업
- 초콜릿 혁명
- 목면 손수건~라이트 윈즈 이야기2
- 해협
- 스님이, 간다
- 맛 여자들
- 듀얼 라이프
- 활동 사진의 여자
- 질풍처럼
- 오르간의 집에서
- 종의 거처
- 시간을 심는 사람
- 일륜의 날개
- 천애의 꽃
- 레가타~국제 금융 전쟁
- 카이
- 신·남부 대길~교번 일기
- 장난감의 신